# Hà Nam (tỉnh)
Hà Nam là một tỉnh cũ thuộc vùng Đồng bằng sông Hồng, Việt Nam.
Năm 2020, Hà Nam là đơn vị hành chính Việt Nam đông thứ 45 về số dân, xếp thứ 44 về Tổng sản phẩm trên địa bàn (GRDP), xếp thứ 23 về GRDP bình quân đầu người, đứng thứ sáu về tốc độ tăng trưởng GRDP. Với 808.200 người dân, GRDP đạt 44.613 tỉ Đồng (tương ứng với 1,9376 tỉ USD), GRDP bình quân đầu người đạt 55,2 triệu đồng (tương ứng với 2.397 USD), tốc độ tăng trưởng GRDP đạt 7,02%. Năm 2022, tốc độ tăng trưởng kinh tế của Hà Nam đạt 10,82%, đứng thứ 3 trong khu vực đồng bằng sông Hồng và đứng thứ 12 toàn quốc.
Ngày 12 tháng 6 năm 2025, Quốc hội thông qua Nghị quyết số 202/2025/QH15 về việc sắp xếp đơn vị hành chính cấp tỉnh năm 2025, theo đó tỉnh được giải thể cùng với tỉnh Nam Định để sáp nhập vào tỉnh Ninh Bình.

## Địa lý
Hà Nam là một tỉnh cũ thuộc đồng bằng sông Hồng, nằm trong vùng thủ đô, có vị trí địa lý:
- Phía đông giáp tỉnh Hưng Yên (và tỉnh Thái Bình cũ)
- Phía tây giáp tỉnh Phú Thọ (tỉnh Hòa Bình cũ)
- Phía nam giáp tỉnh Ninh Bình (và tỉnh Nam Định cũ)
- Phía bắc giáp thủ đô Hà Nội.

#### Các điểm cực của tỉnh Hà Nam:
- Điểm cực Bắc tại: thôn Hoàn Dương, xã Mộc Bắc, thị xã Duy Tiên cũ
- Điểm cực Đông tại: thôn Tảo Môn, xã Hòa Hậu, huyện Lý Nhân cũ
- Điểm cực Nam tại: thôn Đoan Vỹ, xã Thanh Hải, huyện Thanh Liêm cũ
- Điểm cực Tây tại: vùng núi khu trại giam Ba Sao, phường Ba Sao, thị xã Kim Bảng cũ.

### Điều kiện tự nhiên
Diện tích: 860,5 km², là tỉnh có diện tích đứng thứ 62/63 tỉnh, thành phố trong cả nước, trên tỉnh Bắc Ninh.

#### Khí hậu
- Lượng mưa trung bình hàng năm: 1700 - 1.900 mm
- Nhiệt độ trung bình: 23-24 °C
- Số giờ nắng trong năm: 1.600-1.700 giờ
- Độ ẩm tương đối trung bình: 85%.

#### Địa hình
Địa hình thấp dần từ tây sang đông. Địa hình đồi núi phía tây của tỉnh (chủ yếu ở phía Tây huyện Kim Bảng và phần phía Tây của huyện Thanh Liêm bao gồm khu vực hữu ngạn sông Đáy) với dạng địa hình cacxtơ xen kẽ vùng thung lũng bằng phẳng. Phần đồi núi phía Tây huyện Kim Bảng có điểm cao nhất là 459,4 mét so với mực nước biển thuộc vùng núi xã Thanh Sơn, đây cũng là điểm cao nhất của huyện Kim Bảng cũng như tỉnh Hà Nam. Phần đồi núi tập trung phía Tây huyện Thanh Liêm với điểm cao nhất là 385 mét thuộc xã Thanh Thủy và đây cũng là điểm cao nhất của huyện Thanh Liêm. Phía đông là đồng bằng với nhiều điểm trũng. Có một số dãy núi thấp, đồi sót giữa đồng bằng thuộc các xã Liêm Cần, Thanh Hương, Thanh Tâm, Liêm Sơn và thị trấn Tân Thanh (thuộc phía Đông huyện Thanh Liêm) với điểm cao nhất là 113 mét nằm ở giáp khu dân cư hai thôn là Trình Núi và Trè Núi thuộc xã Thanh Tâm); và núi sót ở thôn An Lão, xã An Lão (phía Nam huyện Bình Lục) với điểm cao nhất là 90 mét. Đèo Bòng Bong là con đèo ngắn và thấp trên quốc lộ 21 nằm giữa địa giới hai tỉnh Hà Nam và Hòa Bình (liền kề khu dân cư xóm 6, thị trấn Ba Sao, huyện Kim Bảng).

## Hành chính
Tỉnh Hà Nam có 6 đơn vị hành chính cấp huyện, bao gồm 1 thành phố, 2 thị xã và 3 huyện với 98 đơn vị hành chính cấp xã, bao gồm 4 thị trấn, 29 phường và 65 xã. Đây cũng là tỉnh có số lượng đơn vị hành chính cấp huyện ít nhất cả nước.

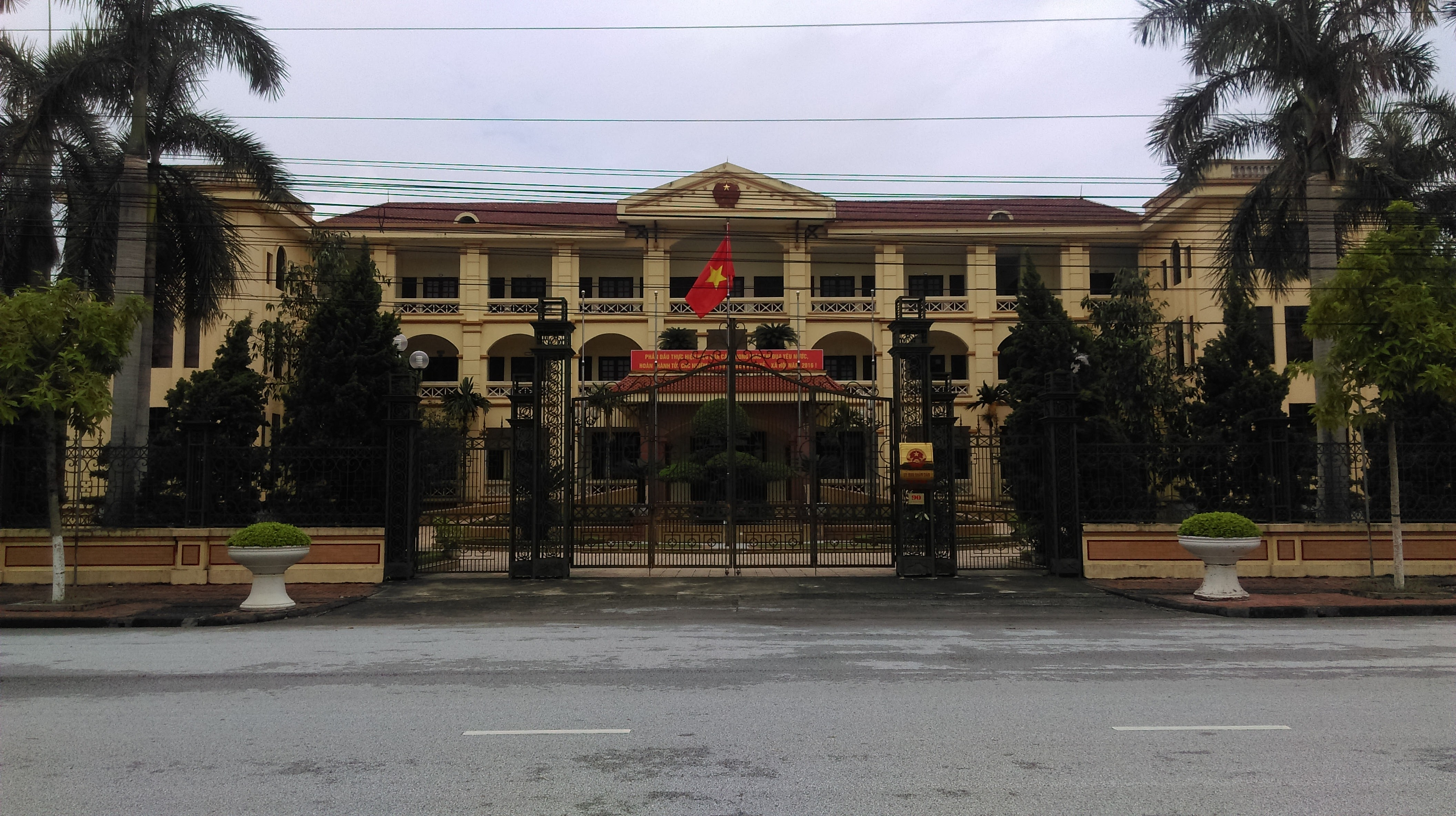
UBND tỉnh Hà Nam

| Tên           | Dân số (người) | Hành chính      |
| ------------- | -------------- | --------------- |
| Thành phố (1) |                |                 |
| Phủ Lý        | 204.212        | 10 phường, 4 xã |
| Thị xã (2)    |                |                 |
| Duy Tiên      | 177.150        | 9 phường, 6 xã  |
| Kim Bảng      | 145.744        | 10 phường, 7 xã |

| Tên        | Dân số (người) | Hành chính        |
| ---------- | -------------- | ----------------- |
| Huyện (3)  |                |                   |
| Bình Lục   | 133.046        | 1 thị trấn, 14 xã |
| Lý Nhân    | 180.189        | 1 thị trấn, 20 xã |
| Thanh Liêm | 118.569        | 2 thị trấn, 14 xã |

## Lịch sử
Cách đây 225 triệu năm, toàn bộ vùng đất của Hà Nam, Nam Định, Thái Bình và Ninh Bình còn nằm sâu dưới đáy biển. Cuối kỷ Jura hay đầu kỷ Creta, một vận động tạo sơn đã tạo nên vùng đá vôi của 3 tỉnh Hà Nam, Nam Định và Ninh Bình hiện nay. Đa số các núi đá phân bố dọc hữu ngạn sông Đáy, có rất ít ngọn nằm ở tả ngạn.
Khoảng 70 triệu năm trước đây, chế độ biển kết thúc, thay thế là một quá trình bồi tụ để hình thành đồng bằng cổ. Phù sa mới và việc hình thành đồng bằng trên cơ sở tạo nên vùng đất thấp là trầm tích trẻ nhất châu thổ Bắc bộ. Hà Nam là vùng đất được bồi đắp bởi phù sa của sông Hồng, sông Đáy và thu nhận đất đai bị bào mòn từ vùng núi cao trôi xuống. Ngoài những ngọn núi, Hà Nam còn được bao bọc bởi những con sông. Đó là sông Hồng ở phía Đông, sông Đáy ở phía Tây, sông Nhuệ ở phía Bắc, sông Ninh ở phía Nam và nhiều con sông khác chảy trong tỉnh. Chính những điều kiện tự nhiên đã tạo cho vùng đất này các đặc trưng về văn hóa lịch sử của một khu vực giao thoa hay vùng đệm kết nối văn hóa từ Đông sang Tây, từ Bắc xuống Nam và chính những đặc điểm này đã hình thành nên tính cách của người Hà Nam trong suốt chiều dài lịch sử dựng nước và giữ nước của dân tộc.
Theo kết quả khảo cổ thì người nguyên thủy đã xuất hiện ở Hà Nam trên dưới 1 vạn năm vào buổi đầu thời kỳ đồ đá mới và đồ gốm thuộc nền văn hóa Hòa Bình, văn hóa Bắc Sơn. Cũng có thể do sự bùng nổ dân số từ sơ thời kỳ đại kim khí nên bắt đầu đã có cư dân xuống trồng lúa nước ở vùng chiêm trũng. Họ được xem như những người tiên phong khai thác châu thổ Bắc bộ.
Từ thời các vua Hùng, đất Hà Nam ngày nay nằm trong quận Vũ Bình thuộc bộ Giao Chỉ; đến thời nhà Trần đổi là châu Lỵ Nhân, thuộc lộ Đông Đô.
Dưới thời Lê vào khoảng năm 1624, Thượng thư Nguyễn Khải đã cho chuyển thủ phủ trấn Sơn Nam từ thôn Tường Lân (xã Trác Văn) huyện Duy Tiên, phủ Lỵ Nhân đến đóng ở thôn Châu Cầu (nay là trung tâm thành phố Phủ Lý) thuộc tổng Phù Đạm, huyện Kim Bảng, phủ Lỵ Nhân, trấn Sơn Nam Thượng. Đến năm 1832 dưới thời Nguyễn, vua Minh Mạng quyết định bỏ đơn vị trấn thành lập đơn vị hành chính tỉnh, phủ Lỵ Nhân được đổi là phủ Lý Nhân thuộc tỉnh Hà Nội.

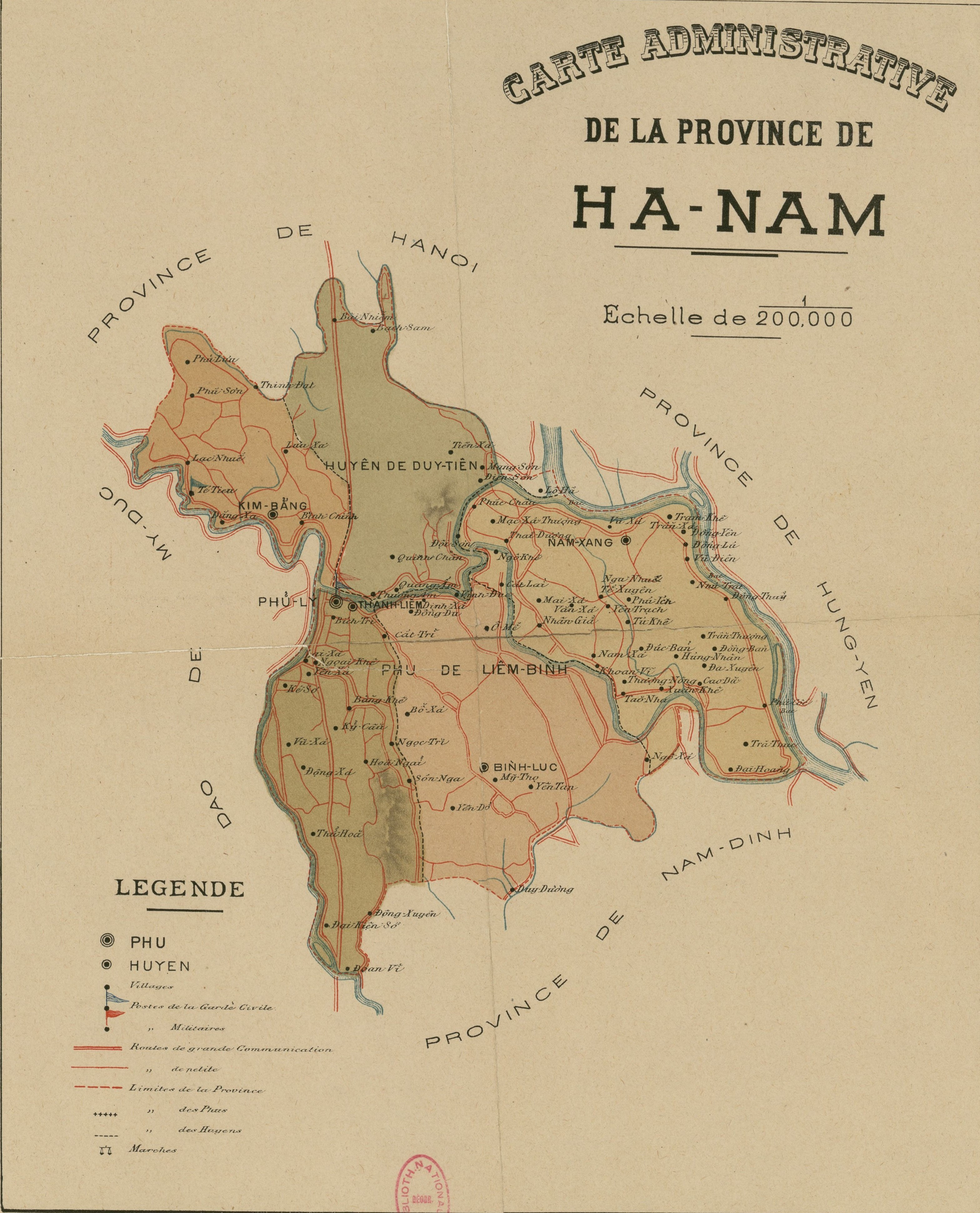
Bản đồ tỉnh Hà Nam năm 1891

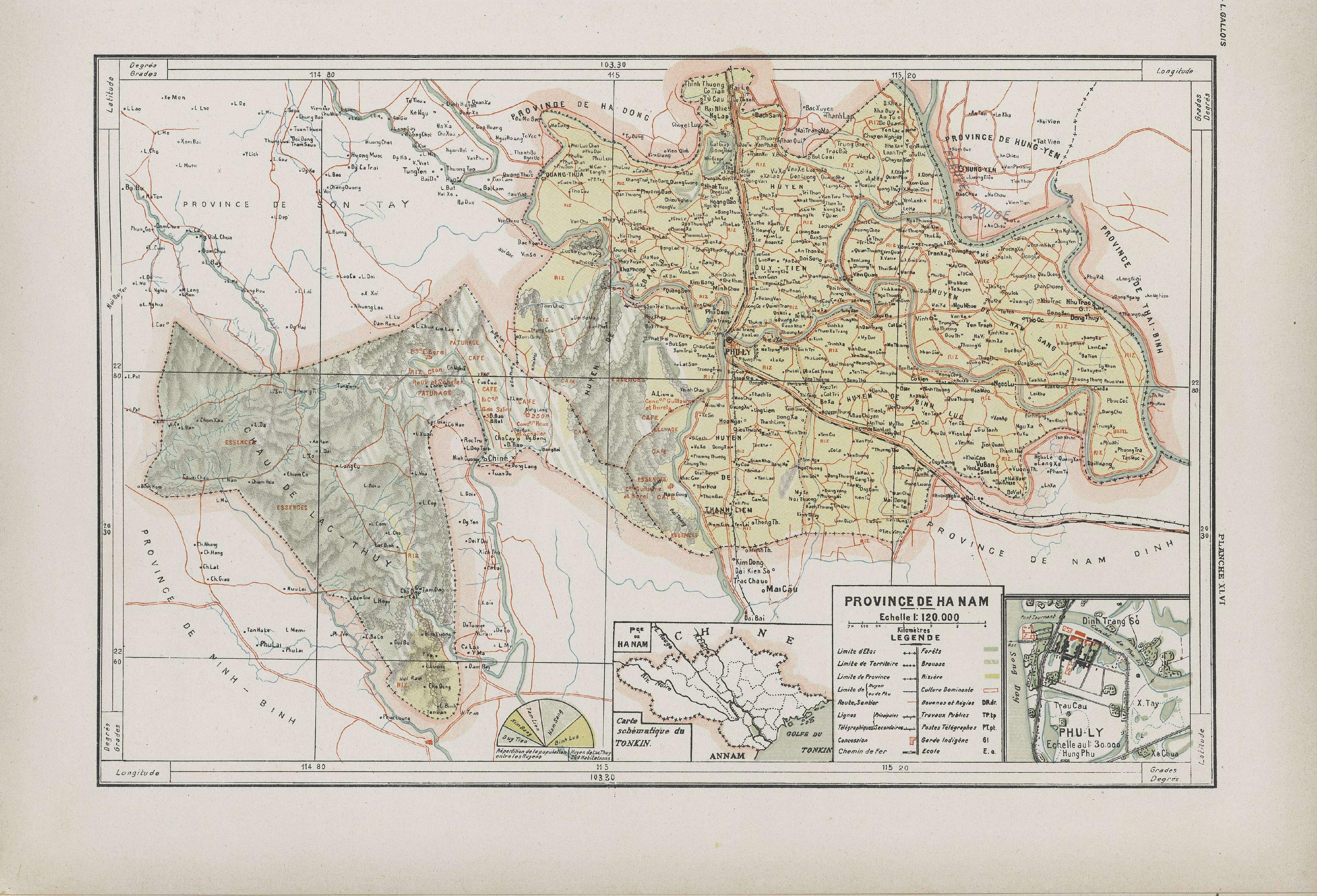
Bản đồ tỉnh Hà Nam năm 1909 (bấy giờ địa bàn bao gồm cả huyện Lạc Thủy thuộc tỉnh Hòa Bình ngày nay)

Đến tháng 10 năm 1890, phủ Lý Nhân được đổi tên thành tỉnh Hà Nam. Ngày 20 tháng 10 năm 1908, Toàn quyền Đông Dương ra nghị định đem toàn bộ phủ Liêm Bình và 17 xã của huyện Vụ Bản và Thượng Nguyên (phần nam Mỹ Lộc) của tỉnh Nam Định, cùng với 2 tổng Mộc Hoàn, Chuyên nghiệp của huyện Phú Xuyên (Hà Nội), nhập vào huyện Duy Tiên lập thành tỉnh Hà Nam. Tháng 4 năm 1965, Hà Nam được sáp nhập với tỉnh Nam Định thành tỉnh Nam Hà. Tháng 12 năm 1975, Nam Hà sáp nhập với Ninh Bình thành tỉnh Hà Nam Ninh, năm 1991, tỉnh Nam Hà và tỉnh Ninh Bình lại chia tách như cũ. Ngày 1 tháng 1 năm 1997, tỉnh Hà Nam được tái lập.
Khi tách ra, tỉnh Hà Nam có 6 đơn vị hành chính gồm thị xã Phủ Lý và 5 huyện: Bình Lục, Duy Tiên, Kim Bảng, Lý Nhân, Thanh Liêm.
Ngày 9 tháng 6 năm 2008, chuyển thị xã Phủ Lý thành thành phố Phủ Lý.
Ngày 1 tháng 1 năm 2020, chuyển huyện Duy Tiên thành thị xã Duy Tiên.
Ngày 14 tháng 11 năm 2024, Ủy ban Thường vụ Quốc hội ban hành Nghị quyết số 1288/NQ-UBTVQH15 về việc sắp xếp đơn vị hành chính cấp huyện, cấp xã của tỉnh Hà Nam giai đoạn 2023 – 2025 (nghị quyết có hiệu lực từ ngày 1 tháng 1 năm 2025). Theo đó, thành lập thị xã Kim Bảng thuộc tỉnh Hà Nam trên cơ sở toàn bộ huyện Kim Bảng.
Tỉnh Hà Nam có 1 thành phố, 2 thị xã và 3 huyện như hiện nay.
Ngày 12 tháng 6 năm 2025, Quốc hội ban hành Nghị quyết số 202/2025/QH15 về việc sắp xếp đơn vị hành chính cấp tỉnh (nghị quyết có hiệu lực từ ngày 12 tháng 6 năm 2025). Theo đó, sáp nhập tỉnh Hà Nam vào tỉnh Ninh Bình.

## Kinh tế
Cơ cấu kinh tế năm 2005:
- Công nghiệp - Tiểu thủ công nghiệp - Làng nghề: 39,7%
- Nông nghiệp: 28,4%
- Dịch vụ: 31,9%
- Công nghiệp: chủ chốt là xi măng, vật liệu xây dựng, dệt may, chế biến. 6 nhà máy xi măng 1,8 triệu tấn/năm đang phấn đấu đạt 4–5 triệu tấn /năm. Đá khai thác 2, 5 triệu m3 (2005) tăng 2,26 lần so với năm 2000, Bia - nước giải khát đạt 25 triệu lít gấp 4,18 lần, vải lụa gấp 7 lần, quần áo may sẵn gấp 2 lần...

Hà Nam có trên 40 làng nghề. Có những làng nghề truyền thống lâu đời như dệt lụa Nha Xá, trống Đọi Tam, mây giang đan Ngọc Động (Duy Tiên), sừng mỹ nghệ (Bình Lục), gốm Quyết Thành, nghề mộc (Kim Bảng), thêu ren xã Thanh Hà (Thanh Liêm). Nghề thêu ren thu hút nhiều lao động ở Thanh Hà. Xã Thanh Hà (Thanh Liêm) nằm cạnh Quốc lộ 1, có 2.626 hộ với 9.699 người ở 7 thôn. Trong số 2.626 hộ thì có 2.002 hộ làm nghề thêu ren chiếm 76,2%, với 5.740 lao động tham gia, trong số này lao động chính có 2.684 người, lao động phụ là 2.896 người và lao động thuê là 160 người. Những con số trên chứng tỏ Thanh Hà là xã mà số hộ và số lao động làm nghề thêu ren nhiều nhất tỉnh. Sau khi miền Bắc được hoàn toàn giải phóng, làng nghề mở rộng về quy mô và thu hút hàng ngàn lao động, nghề thêu ren được truyền dạy rộng rãi, sản xuất không ngừng phát triển. Từ năm 1975 đến năm 1989 là thời gian thịnh vượng của làng nghề: sản phẩm đa dạng phục vụ cho nhu cầu tiêu dùng trong nước, xuất khẩu sang Liên Xô và các nước Đông Âu. Từ năm 1990 đến nay là thời kỳ chuyển đổi cơ chế, làng thêu ren Thanh Hà đã trải qua bao trăn trở tìm cho mình hướng đi để tồn tại và phát triển trong điều kiện thị trường truyền thống bị thu hẹp và thị trường nước ngoài lại đòi hỏi rất khắt khe về chất lượng và thời gian.
Công cụ, thiết bị của làng nghề thêu ren rất giản đơn. Lao động chủ yếu là thủ công. Toàn bộ làng nghề hiện có hơn 5.000 khung thêu, 30 hộ có thiết bị giặt là và in, ngoài ra còn có các dụng cụ khác như: kim, kim móc, dao, kéo.
Các công đoạn của nghề thêu ren là: chuẩn bị nguyên liệu, tạo mẫu, pha và in màu, thêu, giặt là, kiểm tra đóng gói và cuối cùng là tiêu thụ. Các công đoạn trên hiện nay đều thực hiện bằng lao động thủ công.
Để tạo mẫu đảm bảo chất lượng, chỉ có một số hộ có kỹ thuật, có vốn đảm nhiệm công đoạn này và làm dịch vụ cho cả làng nghề. Khâu kiểm tra, đóng gói và tiêu thụ sản phẩm là thuộc về các doanh nghiệp (đảm nhận bao tiêu toàn bộ sản phẩm của làng nghề). Người lao động chỉ thực hiện một công đoạn: thêu. Nghề thêu ren có đặc điểm: nguyên liệu tiêu hao ít, nhưng lao động kết tinh trong sản phẩm nhiều vì thế giá trị sản phẩm lớn. Tuy nhiên, giá cả của sản phẩm thêu lại phụ thuộc vào hai yếu tố: nguyên liệu và kiểu dáng, mẫu mã của sản phẩm đó có được khách hàng ưa chuộng hay không. Hiện nay những mặt hàng đang được ưa chuộng là: ga trải giường, gối, khăn trải bàn...
Để phát triển làng nghề, người Thanh Hà đã đầu tư cho việc tiếp thị như mở nhiều cửa hàng quảng cáo ở khắp mọi miền của đất nước, không ngừng nâng cao chất lượng hàng, cải tiến mẫu mã, đáp ứng yêu cầu của thị trường khó tính. Ở Thanh Hà, hiện nay, hầu hết các hộ đều làm vệ tinh cho các doanh nghiệp. Huyện Thanh Liêm hiện có 2 công ty TNHH và 3 doanh nghiệp tư nhân với tổng số vốn đầu tư 2,2 tỷ đồng cho sản xuất kinh doanh hàng thêu ren, đã tạo đầu mối và việc làm cho hàng ngàn lao động, trong đó có làng thêu ren Thanh Hà. Làng thêu Thanh Hà không gặp khó khăn về nguồn nguyên liệu. Vải, chỉ thêu có rất sẵn trên thị trường. Tuy nhiên, họ lại gặp khó khăn về vốn. Đó là vốn để mua nguyên liệu và vốn tồn đọng trong quá trình lưu thông. Theo kết quả điều tra của Sở Công nghiệp thì toàn bộ tài sản cố định gồm toàn thể cơ sở vật chất khoảng 30 triệu đồng/hộ; vốn lưu động bình quân 250.000đ/hộ.
Hiện ở Thanh Hà nguồn vốn tự có là chủ yếu. Vốn vay thì chỉ có nguồn vốn ngắn hạn, vốn trung hạn và dài hạn còn chưa được sự quan tâm của ngân hàng đối với làng nghề. Những lúc cần huy động vốn thì vay của tư nhân. Tính đến hết tháng 6/1999, vốn vay ưu đãi cho làng nghề mới ở mức khiêm tốn: 300 triệu đồng, trong đó nhu cầu vay ngân hàng cần tới 1,6 tỷ đồng. Đối với nghề thêu ren xuất khẩu vốn rất cần thiết, vì trong điều kiện hiện nay, khách hàng chủ yếu là mua đứt bán đoạn chứ không gia công.
Năm 1999, những người thợ Thanh Hà đã làm ra 88.500 bộ sản phẩm đạt 9,44 tỷ đồng. Một con số không phải là nhỏ với bất cứ làng nghề nào. Tuy nhiên, thu nhập hàng tháng của người thợ thêu ren không giống nhau mà phụ thuộc vào nhiều yếu tố: vốn, tay nghề và sản phẩm có được tiêu thụ nhanh hay không.
Những người thợ có tay nghề cao bình quân thu nhập đạt 300.000-350.000đ/tháng, thợ tay nghề thấp đạt 200.000-250.000đ/tháng. Như vậy, một hộ có 2 lao động chính, 2 lao động phụ tay nghề trung bình và khá, một tháng thu nhập từ 800.000-1.000.000đ và một năm đạt trên dưới 10 triệu đồng.
Những người thợ ở Thanh Hà rất mong muốn Nhà nước có chính sách cho vay vốn ưu đãi đối với làng nghề, hỗ trợ đầu tư chi phí cho đào tạo thợ thêu; mong muốn các cơ quan chức năng như: Sở Công nghiệp, Sở Khoa học, Công nghệ và Môi trường, Sở kế hoạch - Đầu tư... giúp đỡ trong việc Thương mại - Du lịch tích cực tìm kiếm thị trường thêu ở nước ngoài và có biện pháp hạn chế sự ép giá của các đơn vị trung gian xuất khẩu mặt hàng này.
Có làng đã đạt từ 40–50 tỷ đồng giá trị sản xuất, tạo việc làm cho hàng trăm ngàn lao động, mây giang đan: 5,5 triệu sản phẩm; lụa tơ tằm: 0,695 triệu m; hàng thêu ren: 2,83 triệu sản phẩm,...
Cho tới năm 2010 Hà Nam đã xây dựng được các khu công nghiệp sau:
- Khu Công nghiệp Đồng Văn I và Khu Công nghiệp Đồng Văn 2 thuộc địa bàn phường Đồng văn: Tổng diện tích 410ha.

Với giao thông thuận tiện: Đây là một trong số ít các khu công nghiệp giáp với 3 phía đều giáp với quốc lộ lớn. phía Đông giáp với đường cao tốc Cầu Giẽ - Ninh Bình, phía Nam giáp quốc lộ 38, phía Tây giáp Quốc lộ 1. Khu công nghiệp cũng liền kề với ga Đồng Văn thuộc hệ thống đường sắt Bắc Nam.
- Khu công nghiệp Châu Sơn 200ha - nằm trong thành phố Phủ Lý
- Khu công nghiệp Hòa Mạc 200ha - thuộc phường Hòa Mạc - Duy Tiên

Các dự án khu công nghiệp khác (đang thi công):
- Khu công nghiệp Thái Hà - huyện Lý Nhân 200ha
- Khu công nghiệp Ascendas - Protrade, diện tích 300ha
- Khu công nghiệp Liêm Cần - Thanh Bình, diện tích 200ha
- Khu công nghiệp Liêm Phong, diện tích 200ha
- Khu công nghiệp ITAHAN, diện tích 300ha.

Ngoài ra tỉnh cũng xây dựng được nhiều cụm công nghiệp và đã cho các doanh nghiệp và tư nhân thuê, tạo việc làm cho nhiều nhân lực.
Phát triển công nghiệp dồn dập cũng đã ít nhiều mang lại các hậu quả về môi trường, xong tỉnh cũng đã từng bước thanh kiểm tra các khu công nghiệp và dần tốt đẹp hơn. Nhiều khu công nghiệp đã có hệ thống xử lý rác thải hoạt động hiệu quả và kinh tế.
- Nông nghiệp: 28,4%

Cơ cấu nông nghiệp trong GDP giảm dần từ 39,3% năm 2000 còn 28,4% năm 2005. Tốc độ tăng trưởng giá trị sản xuất nông nghiệp bình quân đạt 4,1% (2001-2005). Trong đó: trồng trọt tăng 1,7%, chăn nuôi tăng 6,7%, dịch vụ 31%, sản lượng lương thực đạt 420 tấn/năm, sản lượng thủy sản năm 2005 đạt 11.500 tấn, giá trị sản xuất trên 1 ha đạt 38,5 triệu đồng.
-Hình thành vùng cây lương thực chuyên canh, thâm canh có năng suất cao ở thị xã Duy Tiên, và 2 huyện Lý Nhân, Bình Lục. Tại đây đầu tư vùng lúa đặc sản xuất khẩu có năng xuất cao. Chuyển diện tích trũng ở vùng độc canh, hoang hóa sang sản xuất đa canh để nuôi trồng thủy sản là 5.188 ha. Chuyển một phần đất màu sang trồng rau sạch chuyên canh và trồng hoa.
-Các sản phẩm chăn nuôi chủ yếu: Tổng đàn bò 35.000 con; lợn 350.000 con; dê 16.000 con; gia cầm 3.350.000 con. Nhập bò sữa cung cấp cho nông dân là: 150 con. Đến nay đã phát triển được 355 con. Sản lượng thịt hơi xuất chuồng đạt trên 30.000 tấn/năm.
Trong bảng xếp hạng về Chỉ số năng lực cạnh tranh cấp tỉnh của Việt Nam năm 2011, tỉnh Hà Nam xếp ở vị trí thứ 62/63 tỉnh thành.
- Du lịch, dịch vụ:

-Về du lịch sinh thái: Hà Nam có nhiều điểm du lịch sinh thái khá hấp dẫn như:
-Khu du lịch đền Trúc thờ vị anh hùng Lý Thường Kiệt và Ngũ Động Thi Sơn là quả núi năm hang nối liền nhau cách thành phố Phủ Lý 7 km.
Đã quy hoạch Khu du lịch Tam Chúc thuộc huyện Kim Bảng với quy mô gần 2000 ha với 9 khu chức năng. Diện tích mặt nước hồ khoảng 600 ha, diện tích phụ cận và khu du lịch sinh thái là 600 ha. Xây dựng các nhà nghỉ, khách sạn, sân gôn, quần vợt, công viên nước, nhà thủy tạ. Nơi đây cách chùa Hương 7 km, cách Hà Nội 60 km, Nam Định 40 km, Ninh Bình 45 km, Hưng Yên 40 km là điểm dừng chân cho khách du lịch nhiều tỉnh, nơi nghỉ dưỡng và giải trí vào các ngày nghỉ cuối tuần của khách thập phương, đang thu hút đầu tư.
-Chùa Long Đọi Sơn ở xã Tiên Sơn thị xã Duy Tiên, tỉnh Hà Nam. Di tích Long Đọi Sơn được xếp hạng từ năm 1992. Hàng năm có trùng tu, tôn tạo để gìn giữ cho muôn đời sau.
- Khu trung tâm du lịch thành phố Phủ Lý: Được xây dựng 2 bên dòng sông Đáy, giáp cửa sông Châu; có khách sạn 3 sao, 11 tầng, có khu du lịch bến thủy phục vụ du khách đi chùa Hương, Ngũ Động Sơn, chùa Bà Đanh, Hang Luồn. Nơi đây còn là địa điểm bơi thuyền dọc sông Châu, sông Đáy vãng cảnh nước non Phủ Lý.
-Đền Trần Thương, ở huyện Lý Nhân, thờ quốc công tiết chế Hưng Đạo đại vương Trần Quốc Tuấn. Đến được xây dựng năm 1783; với diện tích 1,4 ha.

## Giáo dục
Toàn tỉnh Hà Nam có: 29 trường Trung học Phổ Thông (THPT) với 1 trường chuyên, 24 trường công lập và 4 trường dân lập. Ngoài ra, có 6 trung tâm Giáo dục Thường Xuyên (GDTX) - Giáo dục Nghề Nghiệp (GDNN).

## Dân cư
Theo điều tra dân số 01/04/2019 Hà Nam có 802.200 người, chiếm 3,8% dân số đồng bằng sông Hồng, mật độ dân số 954 người/km². 62% dân số sống ở khu vực nông thôn và 38% sống ở khu vực đô thị. Dân cư đô thị chủ yếu ở thành phố Phủ Lý, thị xã Duy Tiên và các thị trấn Quế, Vĩnh Trụ, Bình Mỹ, Kiện Khê, Tân Thanh. Tỉ lệ tăng dân số tự nhiên năm 1999 là 1,5%. Đây cũng là tỉnh ít dân nhất vùng đồng bằng sông Hồng với 800.000 dân. Tỷ lệ đô thị hóa ở Hà Nam tính đến năm 2022 là 38,1%.

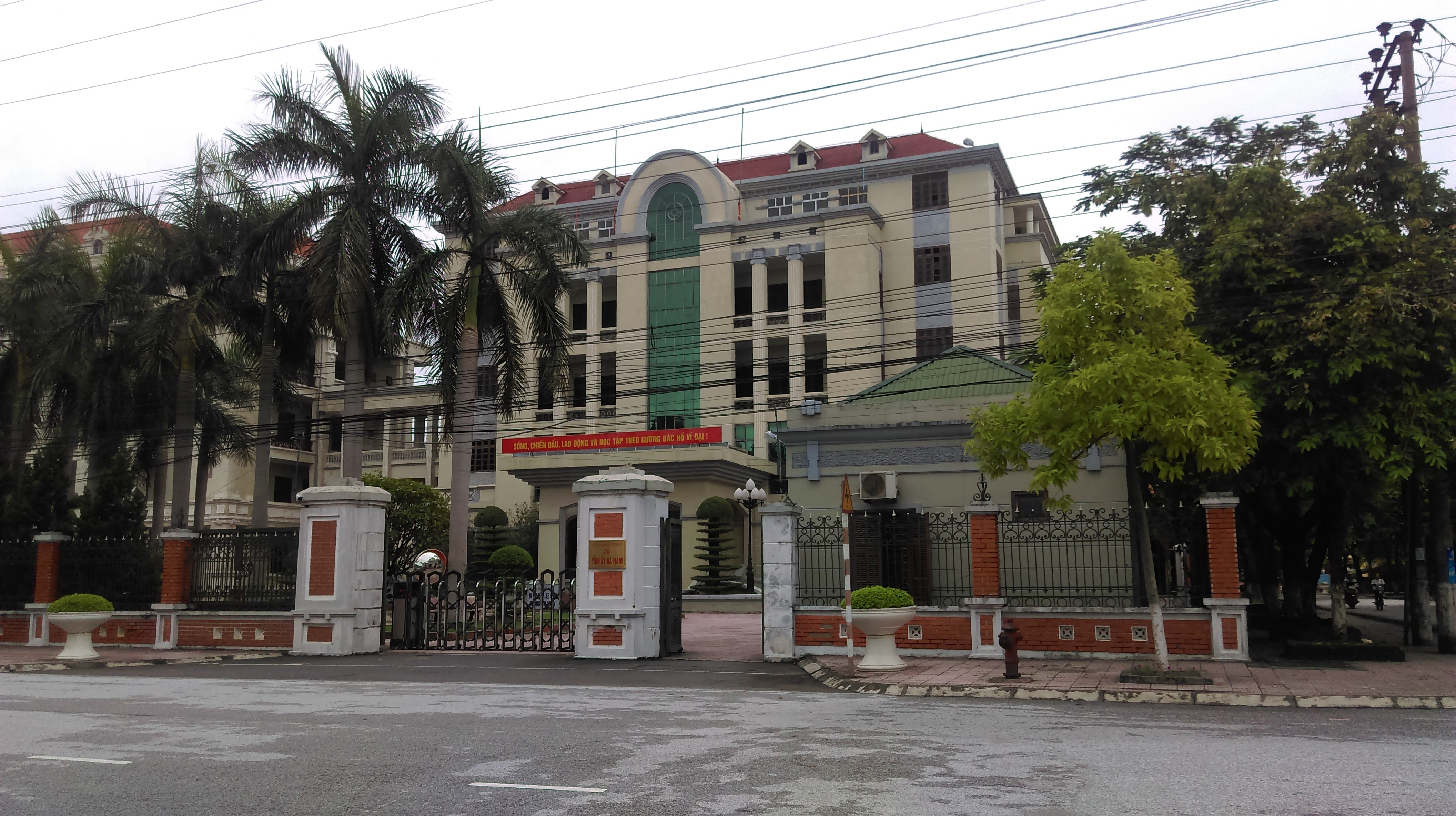
Tỉnh ủy Hà Nam

Tính đến ngày 1 tháng 4 năm 2019, toàn tỉnh có 7 tôn giáo khác nhau đạt 172.053 người, nhiều nhất là Công giáo có 114.689 người, tiếp theo là Phật giáo có 57.277 người. Còn lại các tôn giáo khác như đạo Tin Lành có 79 người, Minh Lý đạo có ba người, Phật giáo Hòa Hảo và Tứ Ân Hiếu Nghĩa mỗi tôn giáo có hai người và 1 người theo đạo Cao Đài.

## Văn hóa

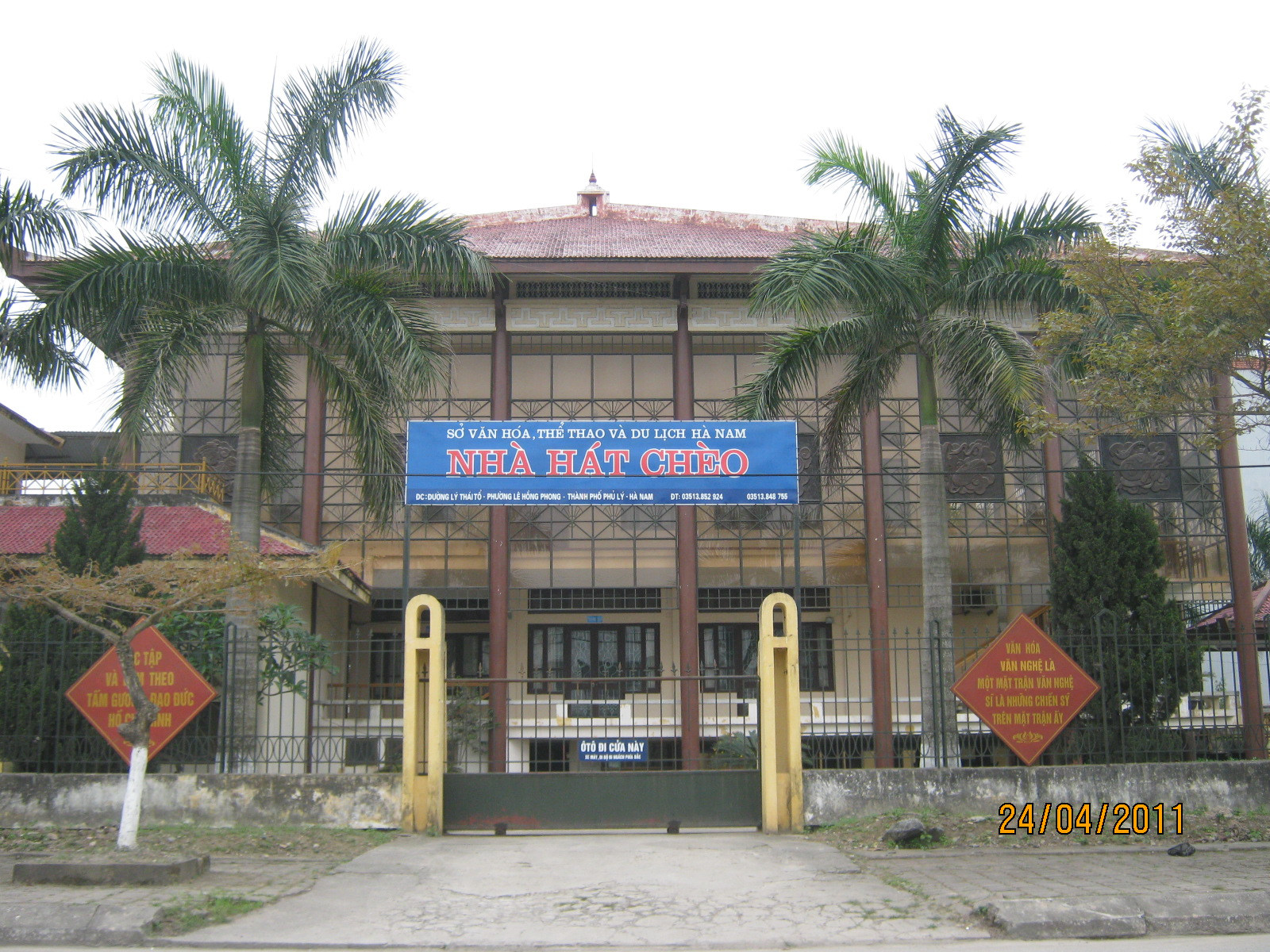
Nhà hát Chèo
của Đoàn Chèo Hà Nam

Hà Nam là tỉnh có nền văn minh lúa nước lâu đời và nền văn hóa dân gian phong phú, thể hiện qua các điệu chèo, hát chầu văn, hầu bóng, ca trù, đặc biệt là hát dậm. Đây cũng là vùng đất có nhiều lễ hội truyền thống và di tích lịch sử.
Một số lễ hội truyền thống tiêu biểu:
- Lễ hội đền Trúc (còn gọi là hội Quyển Sơn) tổ chức ở xã Thi Sơn, thị xã Kim Bảng tổ chức từ mùng 6 tháng giêng đến mùng 10 tháng 2 âm lịch.
- Hội chùa Đọi Sơn ở xã Tiên Sơn, thị xã Duy Tiên, thờ Phật, thờ Lê Đại Hành, Nguyên phi Ỷ Lan, và Lê Thánh Tông; hội tổ chức vào 21 tháng 3 âm lịch.
- Lễ hội tịch điền: diễn ra tại xã Tiên Sơn, thị xã Duy Tiên là nơi vua Lê Đại Hành mở đầu nghi thức cày ruộng tịch điền trong lịch sử.
- Hội vật võ Liễu Đôi tổ chức hàng năm vào ngày mùng 5 tháng Giêng tại làng Liễu Đôi, xã Liêm Túc, huyện Thanh Liêm để ghi nhớ công lao của chàng trai họ Đoàn giỏi võ, sức khỏe phi thường đã có công đánh giặc cứu nước, được nhân dân tôn là thánh họ Đoàn. Đây là lễ hội có sức thu hút lớn đối với người dân địa phương và vùng lân cận tham gia đấu vật.
- Hội đền Trần Thương ở xã Trần Hưng Đạo, huyện Lý Nhân, được tổ chức hàng năm vào ngày 20 tháng 8 âm lịch và đêm 14 tháng Giêng âm lịch. Đền Trần Thương thờ Quốc công Tiết chế Hưng Đạo Đại Vương Trần Quốc Tuấn (Trần Hưng Đạo), là nơi được ông chọn làm kho lương, cung cấp lương thảo cho quân đội trong các cuộc kháng chiến chống quân xâm lược Nguyên-Mông thế kỷ thứ XIII. Lễ hội phát lương đền Trần Thương là một trong những lễ hội lớn của tỉnh Hà Nam, tưởng nhớ công lao to lớn của vị Anh hùng dân tộc, góp phần phát huy bản sắc văn hóa dân tộc, tuyên truyền, giáo dục cho con cháu về truyền thống yêu nước, chống giặc ngoại xâm của ông cha.
- Hội làng Duy Hải ở thị xã Duy Tiên, thờ Trần Khánh Dư, được tổ chức hằng năm vào 22 tháng giêng.

Một số công trình văn hóa tiêu biểu:
- Nhà hát Chèo Hà Nam nằm ở trung tâm thành phố Phủ Lý, là đơn vị nghệ thuật chèo chuyên nghiệp của chiếng chèo xứ Nam.

### Di tích lịch sử
Khu văn hóa tâm linh Tam Chúc trong đó có đình, chùa Tam Chúc từ thời Đinh đang được đầu tư xây dựng trở thành khu du lịch quốc gia, điểm nhấn của du lịch Hà Nam.
Quần thể di tích đền Lăng gồm Đền Thượng, Đền Trung, Đền Hạ và Đền Tam Thiên Nhân thuộc thôn Cõi xã Liêm Cần, huyện Thanh Liêm là vua Đinh Tiên Hoàng và 3 vua nhà Tiền Lê (Lê Đại Hành, Lê Trung Tông, Lê Long Đĩnh) trên vùng đất tương truyền là quê hương của Vua Lê Hoàn.
Đền Trúc-Ngũ Động Sơn: nằm tại thôn Quyển Sơn, xã Thi Sơn, thị xã Kim Bảng, cách Phủ Lý hơn 7 km theo quốc lộ 21A. Tương truyền Lý Thường Kiệt trên đường chiến thắng trở về đã cho quân dừng ở đây để tế lễ và ăn mừng. Sau này để tưởng nhớ ông, nhân dân trong vùng đã lập đền thờ dưới chân núi Cấm gọi là đền Trúc. Trong dãy núi còn có danh thắng Ngũ Động Sơn, là năm hang đá nối liền nhau thành một dãy động liên hoàn, có chiều sâu trên 100m.
Chùa Bà Đanh: Mới được cải tạo lại từ năm 2010, nằm ở đoạn uốn khúc của dòng sông Đáy và nằm giữa đê sông Đáy và sông Đáy. Đối diện với chùa và ở phía bên kia sông là núi Ngọc. Chùa cách cầu nối đường 21A và thị trấn Quế khoảng 4 km. Xung quanh chùa là vườn cây rộng và um tùm, xa hơn là dòng sông đáy trong veo nên không gian rất yên tĩnh, vắng vẻ, thậm chí có thể nghe được cả tiếng lá rơi.
Chùa Long Đọi: được xây dựng từ đời vua Lý Thánh Tông, chùa nằm ở tọa độ 105o30-186,01 kinh độ Đông; 20o20-22,775 vĩ độ Bắc. Chùa nằm trên đỉnh núi Đọi, với độ cao 79m so với mặt nước biển, thuộc địa phận xã Tiên Sơn, thị xã Duy Tiên, cách thủ đô Hà Nội 50 km về phía Nam; cách thành phố Phủ Lý 10 km về phía Đông Bắc. Long Đọi sơn tự nằm trên thế đất cửu long. Toàn cảnh núi Đọi nhìn xa giống như một con rồng đất rất lớn nằm phục ở giữa đồng bằng vùng chiêm trũng. Tuy được xây dựng từ giữa thế kỷ XI nhưng thực sự phát triển và xây dựng bề thế vào năm 1118, đời vua Lý Nhân Tông, tháp Sùng Thiện Diên Linh đã được xây dựng với ý nghĩa cầu thiện.
Đền Đức Thánh Cả ở phươngf Tân Sơn, thị xã Kim Bảng nằm bên bờ sông Đáy (đền chính nằm ở thôn Hữu Vĩnh, huyện Ứng Hòa, thành phố Hà Nội, đây là điểm du lịch văn hóa tâm linh được nhiều người lựa chọn trên hành trình trở về sau khi đến với quần thể danh thắng chùa Hương (Hà Nội).
Danh thắng Kẽm Trống thuộc xã Thanh Hải, huyện Thanh Liêm. Đây là nơi dòng sông Đáy chảy xen giữa hai dãy núi đá vôi tạo thành cảnh quan sơn thủy thơ mộng.

### Ẩm thực
Các đặc sản, ẩm thực địa phương ở tỉnh Hà Nam như: chuối ngự Đại Hoàng, bánh đa Phúc Hạ, hồng Nhân Hậu, gà móng Duy Tiên, bánh đa cá rô đồng Phủ Lý, chè kho, mắm cáy Bình Lục, mì miến làng Đầm, bánh cuốn chả nướng Phủ Lý, cá mòi sông Hồng, bánh rau sắng Kim Bảng, đậu phụ Trác Văn, hạt sen tươi Chuyên Ngoại, kẹo lạc, rắn Bạch Xá, rượu nếp làng Bèo, bánh đa nem làng Chều, dê núi Kim Bảng, bánh cuốn Cát Lại, cá kho niêu Hòa Hậu, bún cá rô đồng, bún sốt vang, bánh đa nướng Kiện Khê, bún tươi Tái Kênh, chim trời Nhật Tân, quýt Lý Nhân, rượu Vọc, rau sắng Ba Sao, cá trối Tam Chúc, bánh chưng làng Đầm, na Ba Sao, rượu rắn Bạch Xá, bánh mì Chính Lý, chè lam Tam Chúc.

## Giao thông

### Các quốc lộ đang sử dụng chạy qua tỉnh Hà Nam
- Quốc lộ 1 đi Hà Nội, Ninh Bình,... đã được nâng cấp từ năm 2009 với 4 làn xe ôtô và 2 làn xe thô sơ, có giải phân cách giữa.
- Quốc lộ 1 mới tuyến tránh thành phố Phủ Lý; được khởi công từ năm 2014, hoàn thành vào năm 2016.
- Quốc lộ 21A từ Phủ Lý đi Nam Định, Thịnh Long với 2 làn xe ôtô và 2 làn xe thô sơ.
- Quốc lộ 21A từ Phủ Lý đi Chi Nê (Lạc Thủy), Hòa Bình và nối với đường Hồ Chí Minh, với 4 làn xe ôtô đoạn qua đồng bằng. Đoạn qua núi với 2 làn xe ôtô và 2 làn xe thô sơ.
- Quốc lộ 21B dọc theo sông Đáy đi Chùa Hương – Hà Đông, 2 làn xe ôtô.
- Quốc lộ 21C nối từ đường vành đai 3 Hà Nội đến Ninh Bình, 4 – 6 làn xe ôtô.
- Quốc lộ 38: hướng từ thành phố Hưng Yên – cầu Yên Lệnh – phường Đồng Văn – Duy Tiên đi Chùa Hương với quy mô 2 làn xe ôtô và 2 làn xe thô sơ.
- Quốc lộ 38B từ cầu Yên Lệnh qua Lý Nhân – Bình Lục và nối tới quốc lộ 10 Nam Định quy mô 2 làn xe ôtô.
- Quốc lộ 21 mới (Phủ Lý – Nam Định) với 4 làn xe ôtô và 2 làn xe thô sơ với giải phân cách giữa, được thông xe từ ngày 11/1/2014.
- Đường cao tốc Cầu Giẽ – Ninh Bình song song với Quốc lộ 1 và cách nó khoảng 3 km về phía Đông. Quy mô với 4 làn xe và 2 làn dừng khẩn cấp. Được thông xe kỹ thuật từ ngày 30/6/2012.
- Đường nối cao tốc Cầu Giẽ – Ninh Bình với cao tốc Hà Nội – Hải Phòng, quy mô 4 làn xe. Điểm đầu tại nút giao Liêm Tuyền (thành phố Phủ Lý), điểm cuối là đường 5B mới qua Hưng Yên.

#### Quốc lộ đang thi công mới
- Đường nối Hà Nam – Thái Bình dự kiến 4 làn xe (2 làn ôtô và 2 làn thô sơ) kết nối với cầu Thái Hà (xã Chân Lý, huyện Lý Nhân) bắc qua sông Hồng. Đầu tuyến tại nút giao Liêm Tuyền (hiện là ngã tư kết nối Quốc lộ 21 mới và cao tốc Cầu Giẽ – Ninh Bình).
- Mở rộng quốc lộ 38B đi Nam Định.
- Làm mới tuyến quốc lộ 38 từ cầu Yên Lệnh tới khu công nghiệp Đồng Văn.

### Tỉnh lộ
Có nhiều tuyến tỉnh lộ trong đó có đại lộ 491, 492, 494, 495, 495B, 495C, 496, 496B, 498B, 498C, 499, 499B... kết nối giữa các địa phương trong tỉnh; nối các xã, thị trấn với thành phố Phủ Lý đều là đường nhựa với quy mô từ 2 làn xe tới 4 làn xe ôtô. Cùng với rất nhiều con đường nhựa lớn quy mô từ 2 làn xe ôtô trở lên, đã và đang thi công nối các khu kinh tế, khu công nghiệp với các tuyến quốc lộ làm hệ thống giao thông đường bộ của Hà Nam càng ngày càng thuận tiện.

### Hệ thống giao thông nông thôn
Là tỉnh đi đầu cả nước về việc bê tông hoặc nhựa hóa các tuyến đường giao thông liên thôn liên xã... kể cả từ nhà ra cánh đồng đường nhiều nơi cũng được bê tông hóa.

### Đường sắt Bắc Nam
Trên tỉnh có các ga Đồng Văn, Phủ Lý, Bình Lục, thuận lợi trong việc lên xuống bằng đường sắt.

### Đường thủy
Trên sông Đáy, sông Châu Giang, từ năm 2008 tỉnh đang cho cải tạo Âu thuyền nối giữa sông Châu và sông Đáy. Khi dự án này hoàn thành giao thông đường Thủy thuận tiện hơn do tàu thuyền có thể từ sông Đáy qua Âu thuyền này dọc sông Châu, qua âu thuyền Tắc giang và đi vào sông Hồng một cách thuận tiện.

### Đường hàng không
Hà Nam hiện không có sân bay cũng như chưa có dự án. Sân bay quốc tế gần nhất là Nội Bài khoảng 70 km (khoảng 1h di chuyển bằng ôtô).

## Danh nhân
| - Lê Hoàn (Người sáng lập nhà Tiền Lê) - Đinh Nga (Tướng nhà Đinh, có công dẹp loạn 12 sứ quân) - Dương Thị Nguyệt (Hoàng hậu nhà Đinh) - Nam Cao - Nguyễn Khuyến (Tam nguyên Yên Đỗ) - Nguyễn Hữu Tiến - Nguyễn Văn Kha (Nguyên chánh văn phòng Trung Ương Đảng, Nguyên Bộ Trưởng Cơ khí & Luyện kim, nguyên Bộ trưởng phó chủ nhiệm UBKH nhà nước, nay là Bộ KHĐT, nguyên Phó ban Kinh tế TW Đảng) - Trần Tử Bình - Bùi Kỷ | - Phạm Tất Đắc - Trần Quốc Hương - Băng Sơn - Đinh Công Tráng - Ngô Xuân Lịch (Nguyên Bộ trưởng Bộ Quốc phòng) - Nguyễn Thị Doan (Nguyên Phó Chủ tịch nước) - Đào Ngọc Dung (Bộ trưởng Bộ Lao động, Thương binh và Xã hội) - Mai Tiến Dũng (Nguyên Bộ trưởng, Chủ nhiệm Văn phòng Chính phủ) - Nguyễn Tân Cương (Thứ trưởng Bộ Quốc phòng) |

- Lương Khánh Thiện.         
(Nhà hoạt động Cách Mạng nổi tiếng)
- Trần Bình Trọng.
 (Danh tướng thời Trần)

## Hình ảnh

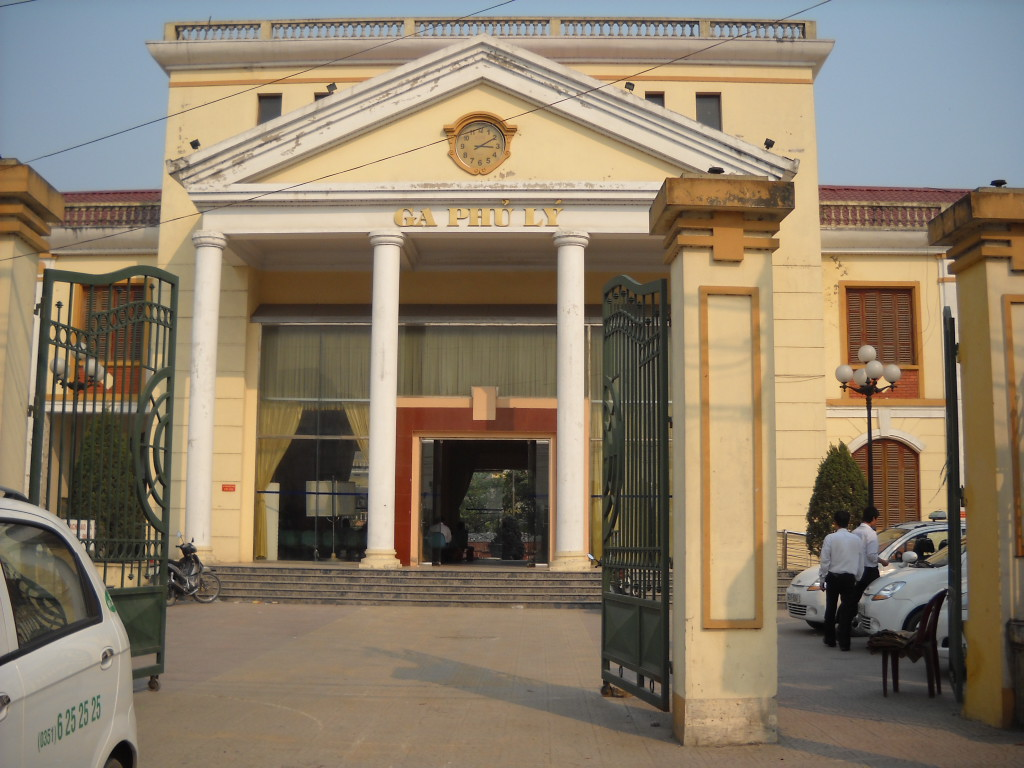
Nhà ga đường sắt tại Tp Phủ Lý
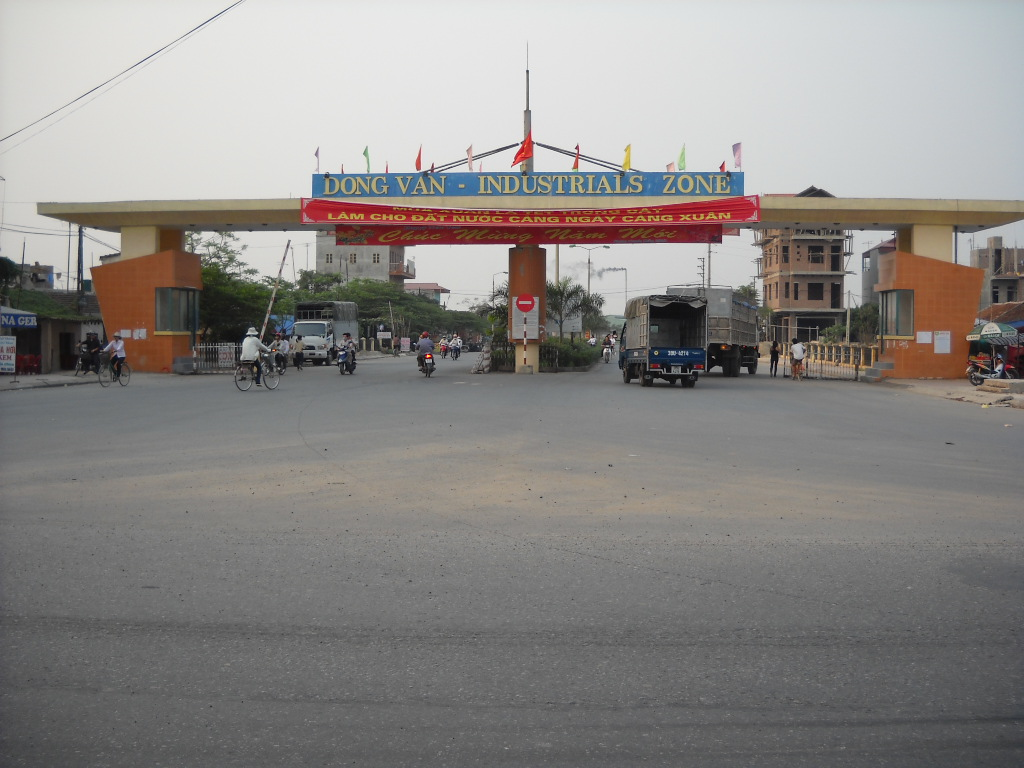
KCN Đồng Văn
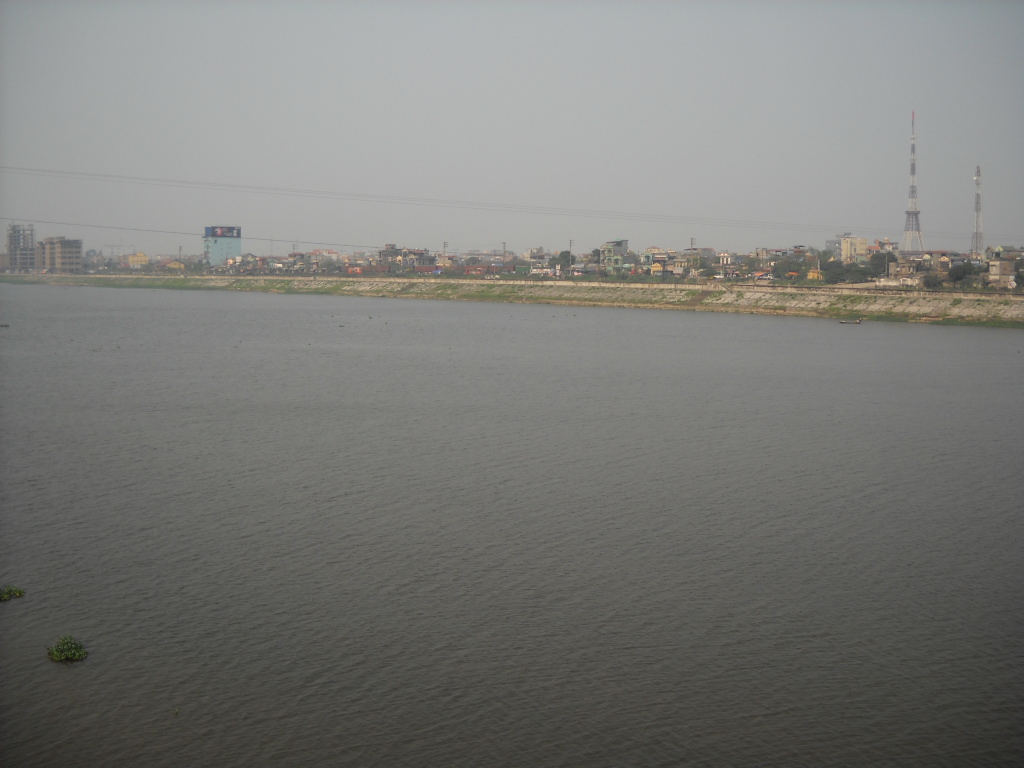
Thành phố Phủ Lý bên sông Đáy
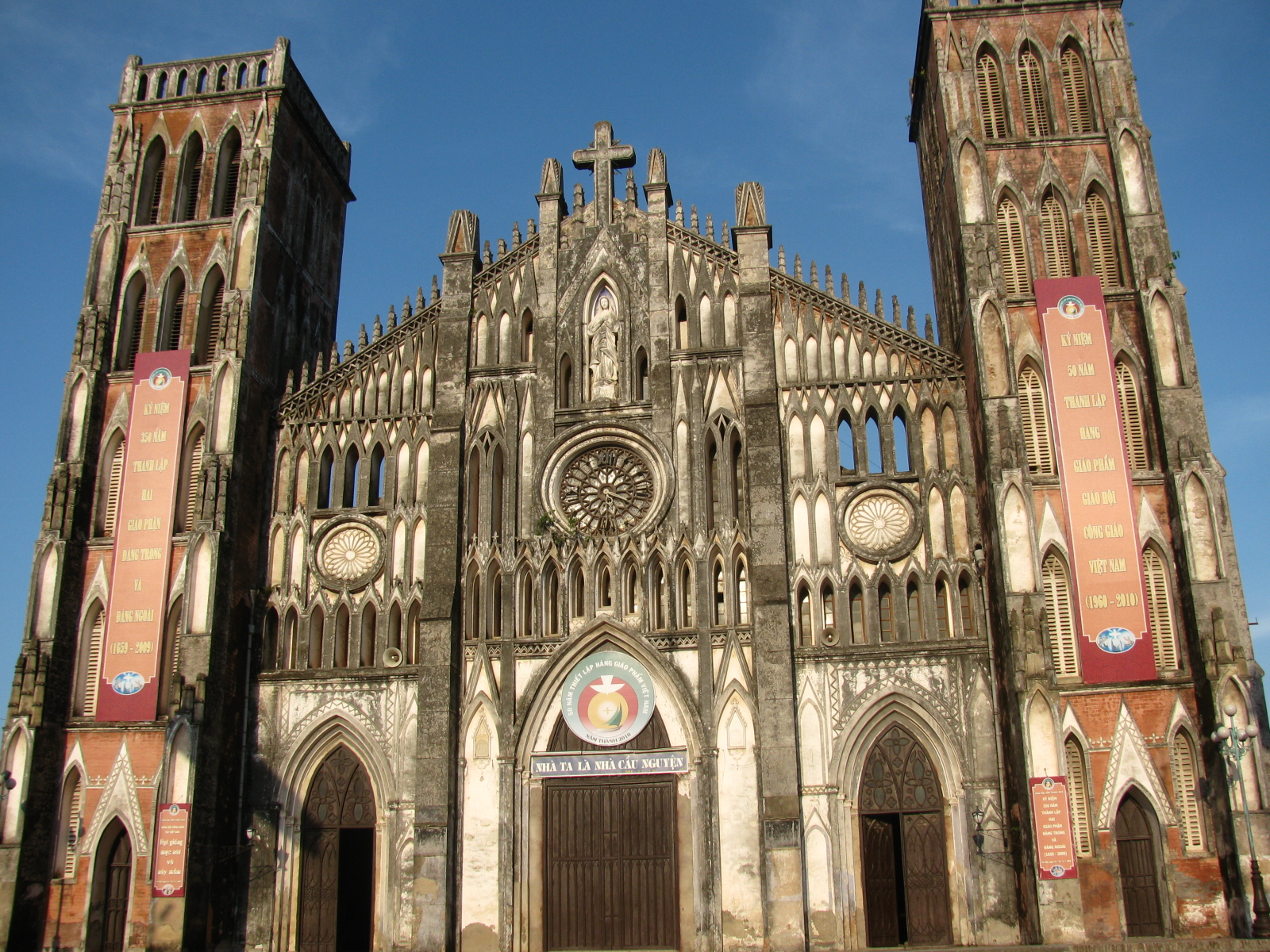
Nhà thờ Sở Kiện Thanh Liêm, Hà Nam
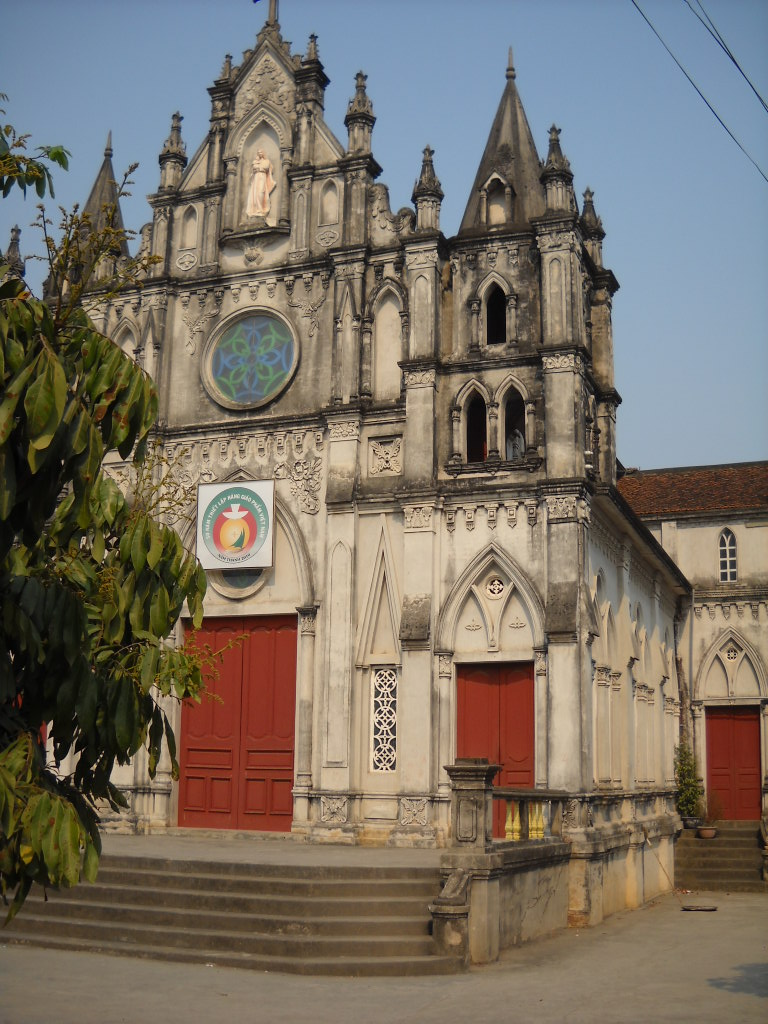
Nhà thờ Lác Nội Thanh Liêm, Hà Nam
THPT Chuyên Biên Hòa Ở Tp Phủ Lý
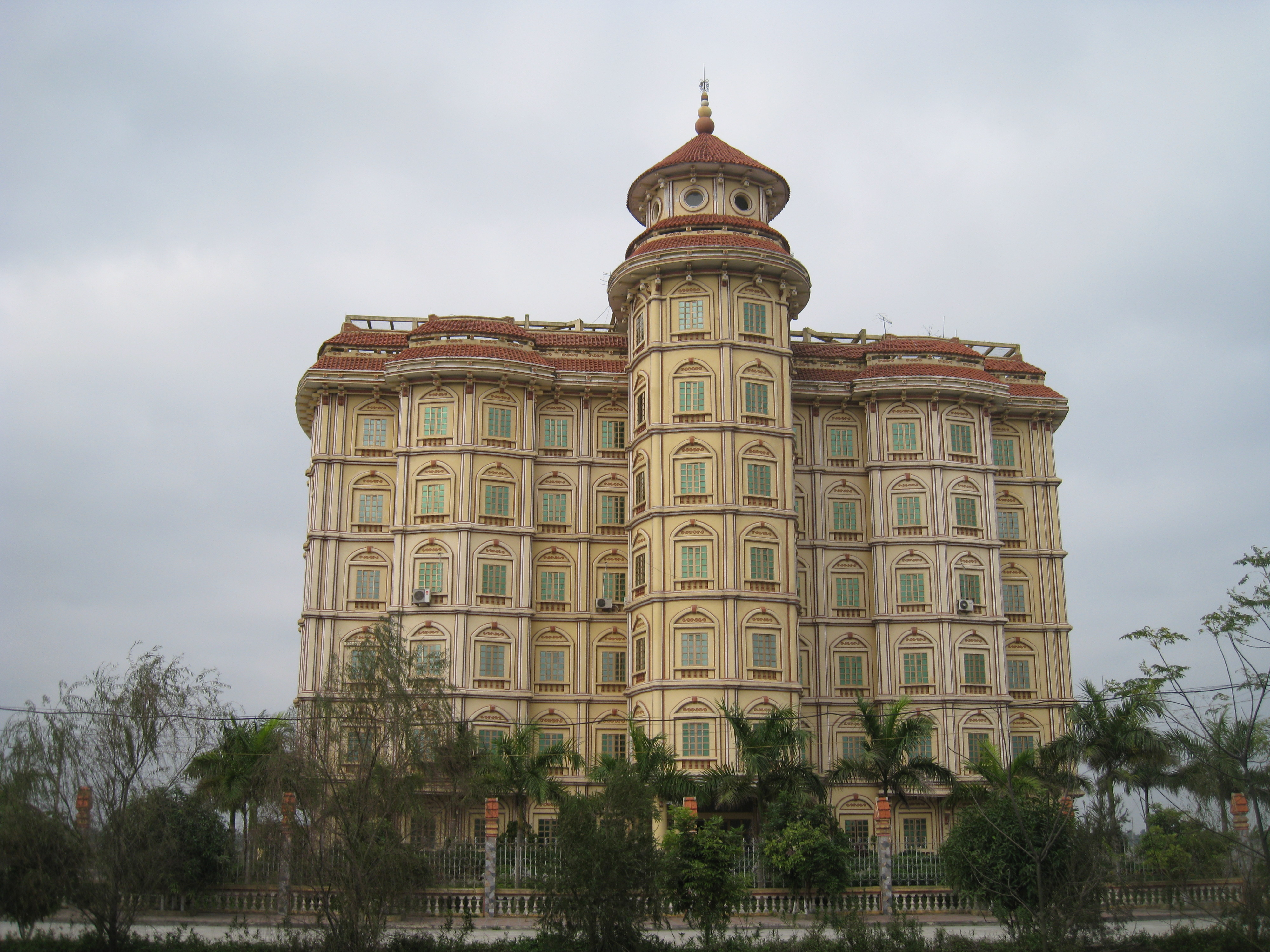
Trường Đại học ở Thị xã Duy Tiên
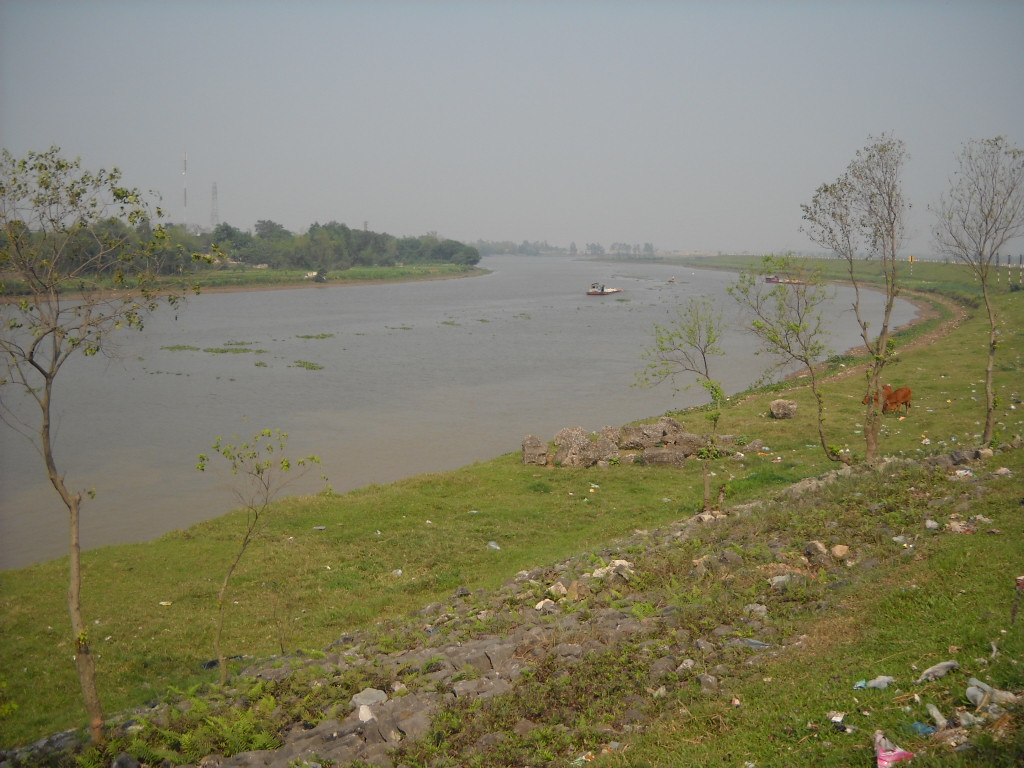
Sông Đáy, đoạn qua Thanh Hải, Thanh Liêm
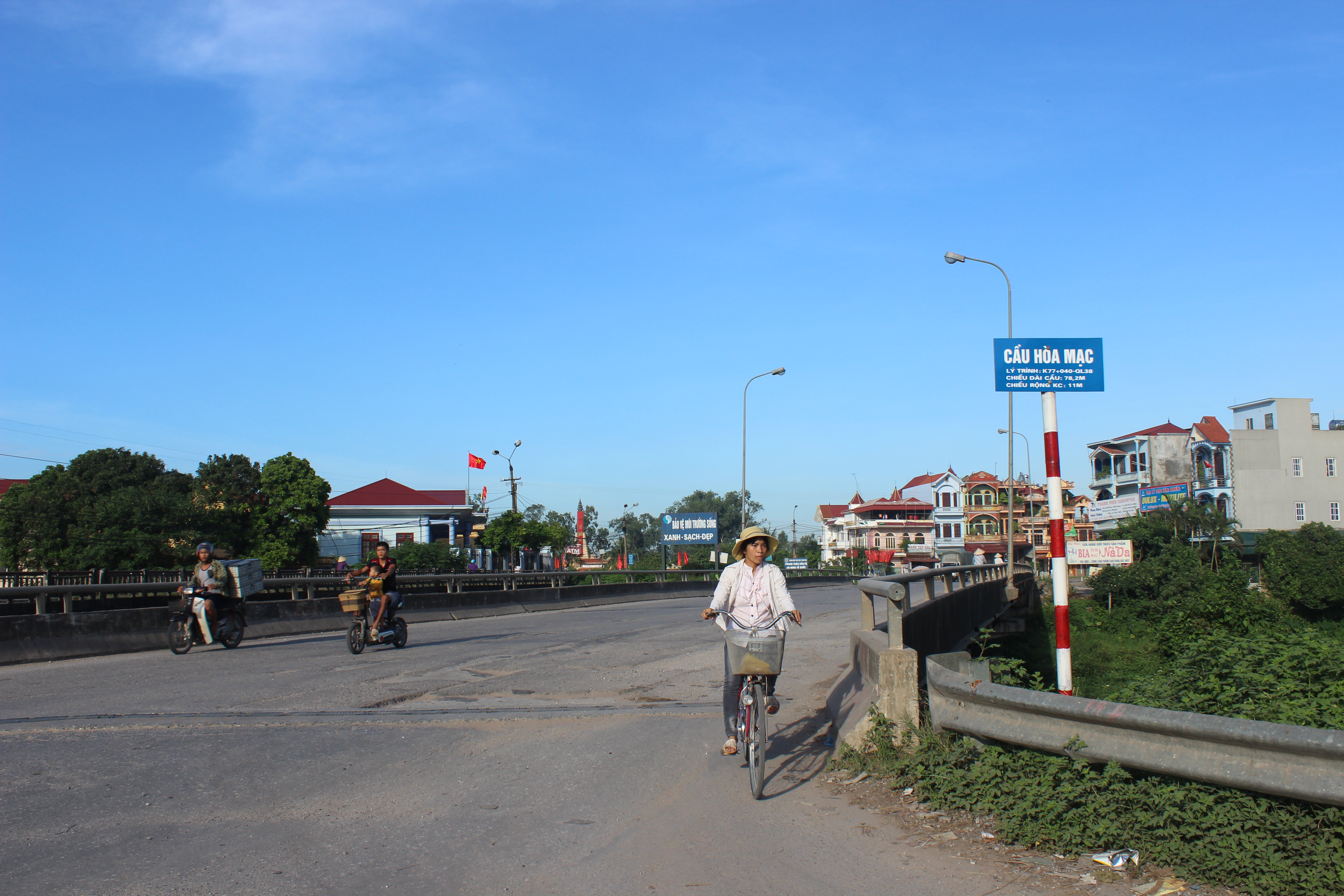
Phường Hòa Mạc Thị xã Duy Tiên
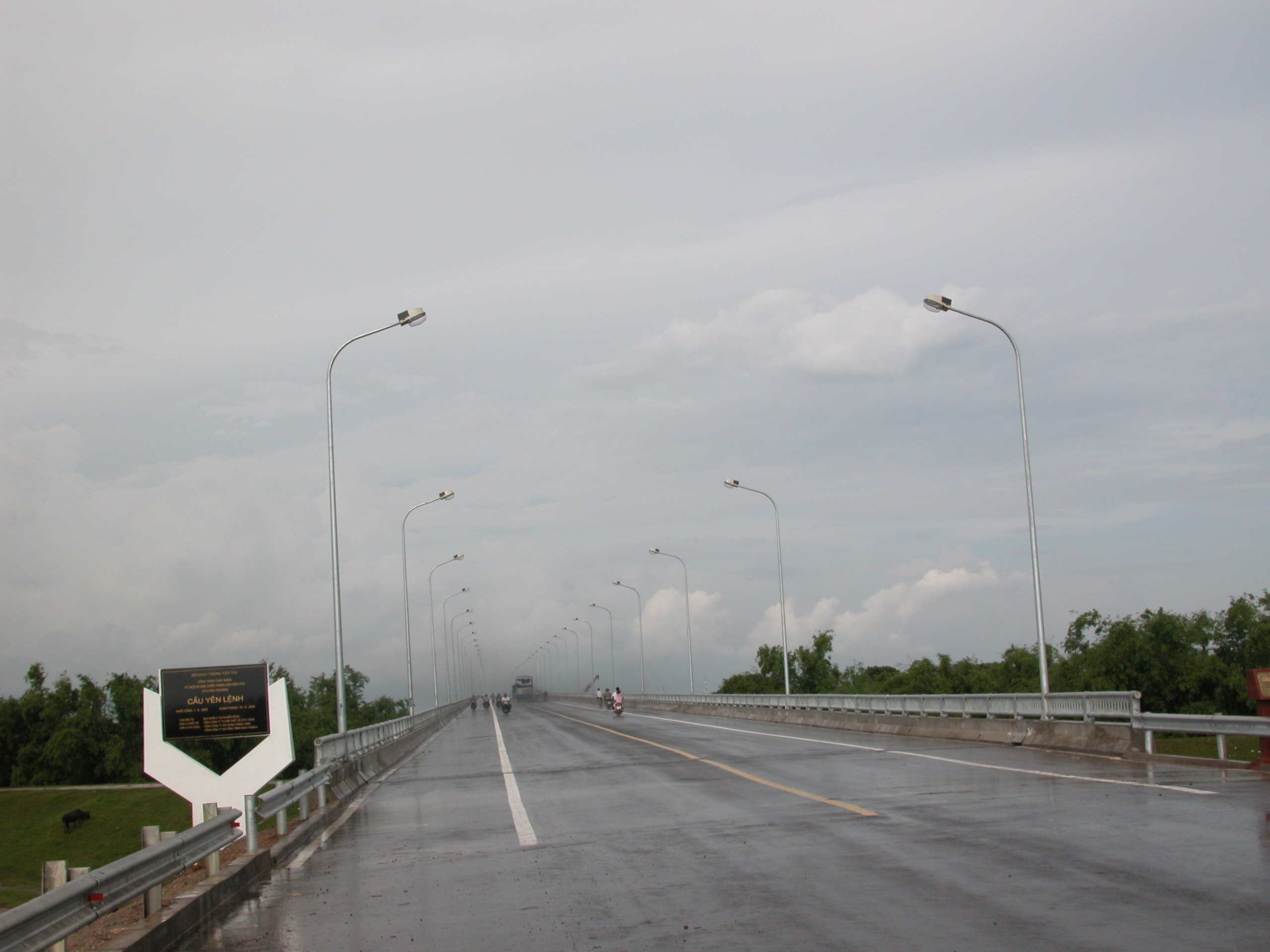
Cầu Yên Lệnh bắc qua sông Hồng
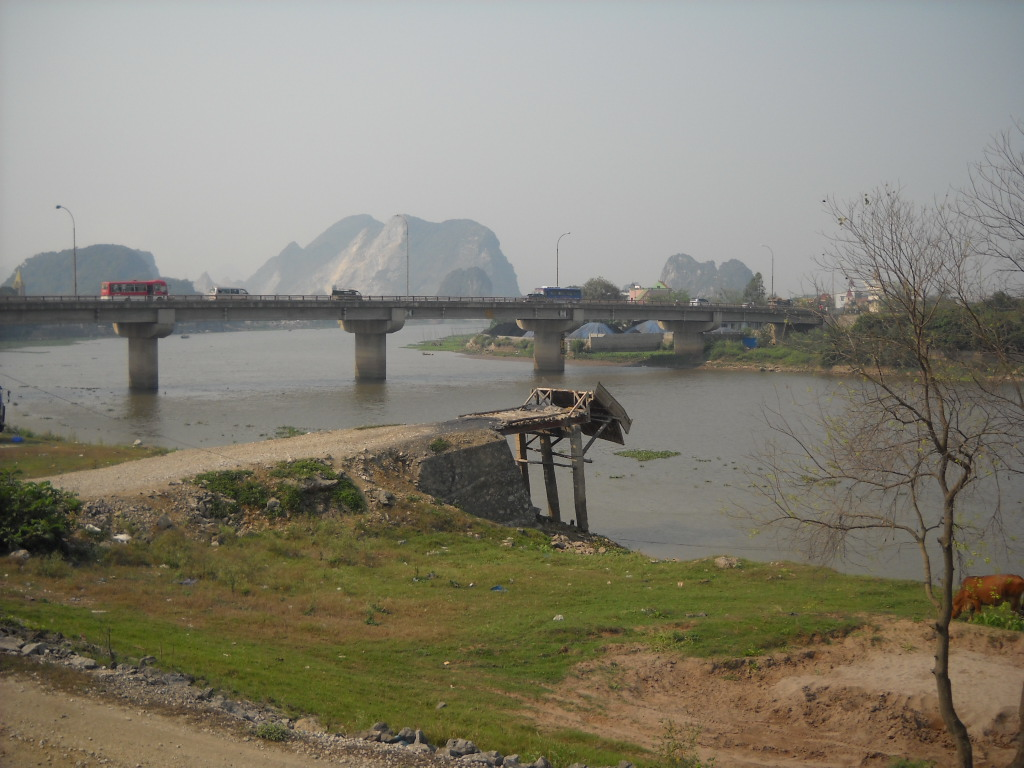
Cầu Đoan Vỹ bắc qua sông Đáy

## Kết nghĩa
- Tỉnh Đồng Nai, Việt Nam